# NGC 5895
NGC 5895 هو اصطدام مجري، يقع في كوكبة العواء. اكتشف في 23 مايو 1854، وقد اكتشفه ويليام بارسونز.

## روابط خارجية
- NGC 5895 على موقع ويكي سكاي: DSS2, SDSS, GALEX, IRAS, Hydrogen α, X-Ray, Astrophoto, Sky Map, Articles and images